# Triheksyfenidyl
Triheksyfenidyl (trihexyphenidyl, benzhexol, ATC N04AA) – organiczny związek chemiczny, lek cholinolityczny działaniem zbliżony do atropiny. Działa ośrodkowo i obwodowo, wpływa rozkurczowo na mięśnie gładkie, zwłaszcza przewodu pokarmowego, i znosi nadmierne napięcie mięśni poprzecznie prążkowanych. Jest związkiem chiralnym, produkt farmaceutyczny jest mieszaniną racemiczną obu enancjomerów.

## Mechanizm działania
Blokuje działanie acetylocholiny na receptory muskarynowe w podwzgórzu.

## Farmakologia i farmakokinetyka
Działa cholinolitycznie, przeciwhistaminowo i słabo miejscowo znieczulająco.
Po podaniu doustnym zmniejsza sztywność mięśniową i drżenie, w mniejszym stopniu wpływa na bradykinezję.
Jego działanie parasympatykolityczne jest 10 razy słabsze niż atropiny.
Po podaniu doustnym w 100% wchłania się z przewodu pokarmowego. Metabolizowany w wątrobie, a następnie wydalany z moczem.

## Przeciwwskazania
- ciąża i okres karmienia piersią
- jaskra
- przerost gruczołu krokowego
- organiczne zwężenia przewodu pokarmowego

## Interakcje
- Jego działanie cholinolityczne nasila amantadyna, chinidyna, trójcykliczne leki przeciwdepresyjne i neuroleptyki
- Działa antagonistycznie z metoklopramidem

## Działania niepożądane
- suchość jamy ustnej
- suchość skóry
- rozszerzenie źrenic
- zaburzenia akomodacji
- częstoskurcz
- zaparcia
- senność
- ataksja
- majaczenie
- przymglenie świadomości

## Wskazania
Triheksyfenidyl jest lekiem z wyboru w leczeniu parkinsonizmu polekowego. Znajduje także zastosowanie w leczeniu innych zespołów parkinsonowskich, choroby Parkinsona i różnych dyskinez.
Preparaty handlowe: Aparkan i Artane.